# 岸本佑也
岸本 佑也（きしもと ゆうや、2007年1月30日 - ）は、奈良県橿原市出身のプロ野球選手（内野手・育成選手）。右投右打。東北楽天ゴールデンイーグルス所属。

## 経歴

### プロ入り前
小学1年生の頃から真菅北オークリングスで外野手として野球を始め、高学年になると投手兼捕手としてプレー。中学校では橿原磯城シニアに所属。奈良大学附属高では3年夏の奈良大会では投手兼遊撃手として準優勝に貢献した。
2024年10月24日に行われたプロ野球ドラフト会議では、東北楽天ゴールデンイーグルスに内野手として育成1位指名を受け、11月11日に支度金270万円、年俸250万円で入団に合意した（金額は推定）。背番号は132。

## 詳細情報

### 背番号
- 132（2025年[5] - ）